# TXNネットワーク
TXNネットワーク（ティーエックスエヌネットワーク、英: TXN Network、略称：TXN）は、テレビ東京（TX）をキー局とする、日本の民放テレビ局のネットワークである。

## 概説

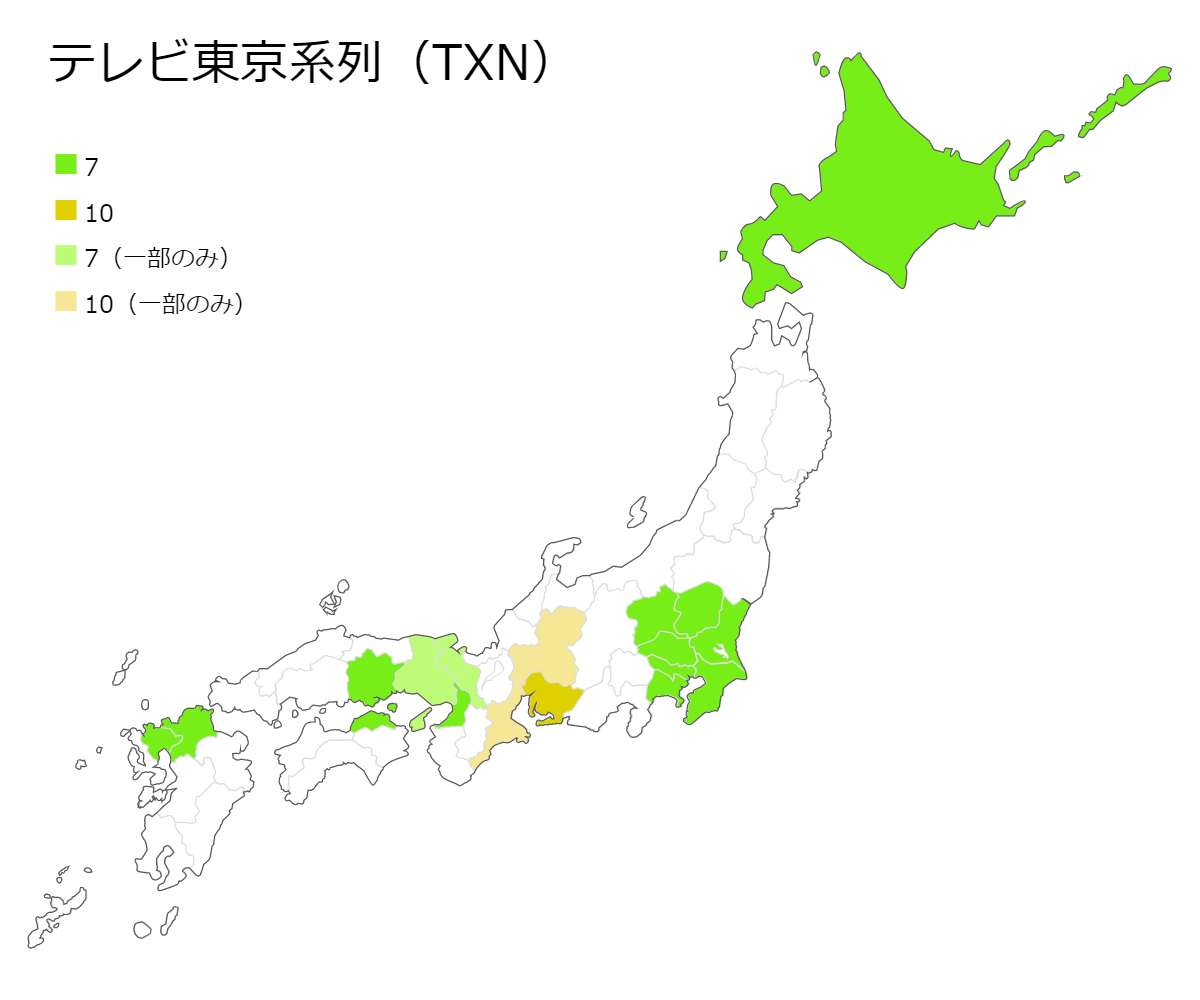
TXN系列のリモコンキーID 濃緑■：7 薄緑■：7（一部のみ） 黄色■：10 薄黄■：10（一部のみ）

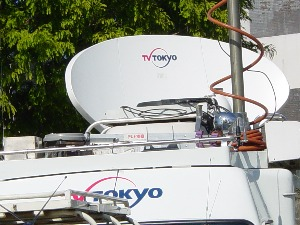
テレビ東京の中継車（柏崎市）

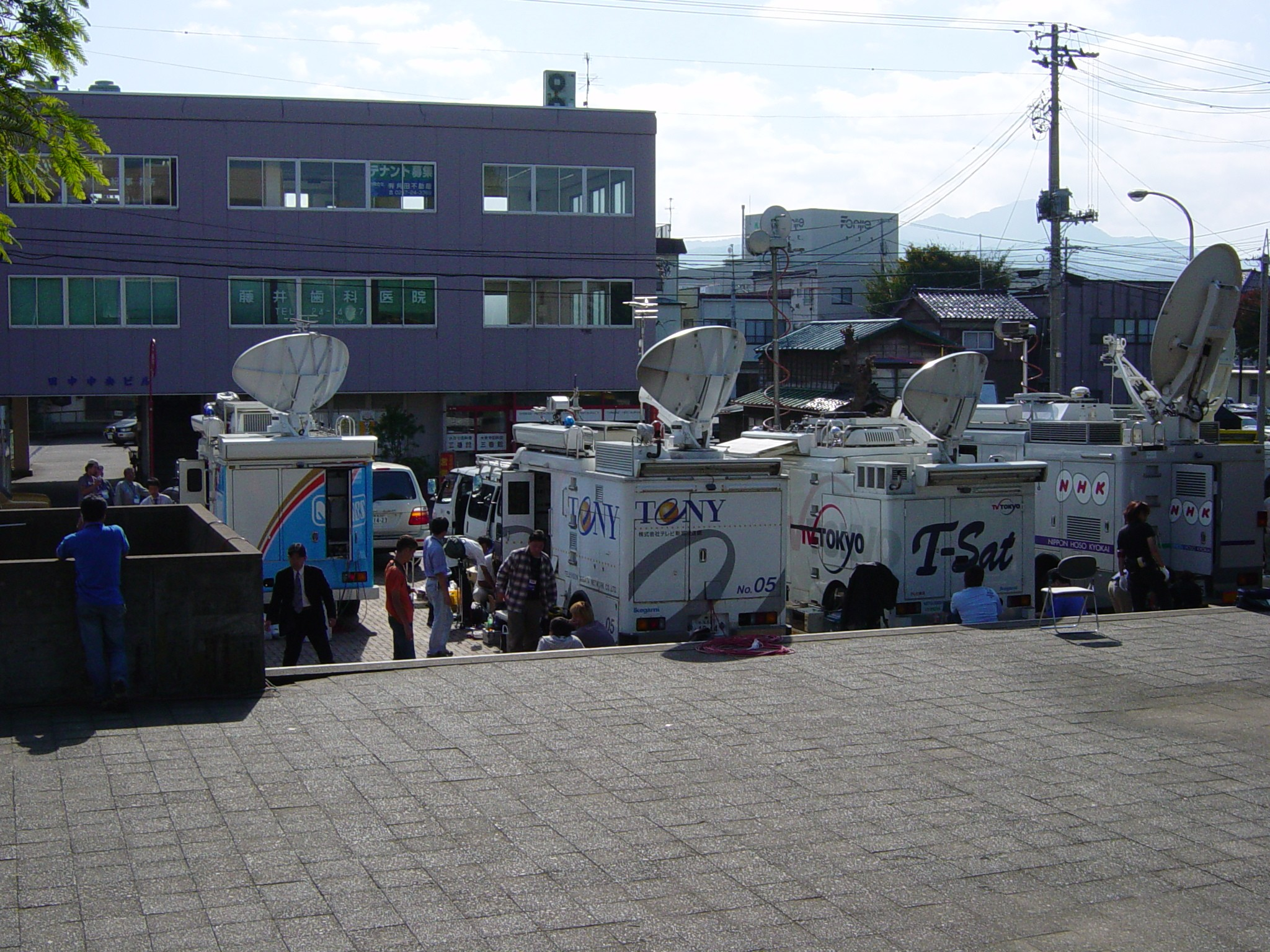
拉致事件時の取材風景（柏崎市）

キー局であるテレビ東京のコールサインがJOTX-DTV  であるため「TXN」と命名している。1991年4月1日以降の正式名称は「TXNネットワーク」で、その略称が「TXN」だが「N」の部分については「ネットワーク」と敢えて重複させているのか、もしくはNews（ニュース）やNationwide（国内広域）など多義的な意味を持たせているのかについて公式の説明はない。そうした理由から、TXネットワーク（TX Network）、テレビ東京ネットワーク（TV Tokyo Network）、テレビ東京系列、テレ東系列、TXN系列のように様々な別名で呼ばれることがある。
他のネットワーク系列とは異なり、旧称の「メガTONネットワーク」時代からニュース系列と番組供給系列を分離・区別しておらず、両者が一体化した状態のネットワークであり番組供給ネットワーク機能の一部にニュースネットワーク機能の「TXNニュース協定」が含まれている。

また、TXNが正式に発足する以前は他系列とのクロスネット局も存在した。複合ネット時代の中京テレビと、腸捻転時代の毎日放送が、これにあたる。まず、前者は開局当初、テレビ朝日（当時の日本教育テレビ（NET）系列を主体としながらも、日本テレビ系列（この当時、NNN・NNSは名古屋放送が加盟していたため、中京テレビはNNN・NNSには加盟していなかった。ただし、NNN・NNSともに名古屋放送、中京テレビともに加盟実績がある）とのクロスネット局として開局したが、集中排除の原則から中日新聞社が出資することができず、日本経済新聞社の出資を受けることになったことから、それが縁で東京12チャンネル→テレビ東京とのネットワーク関係があった。ちなみに、中京テレビは1973年4月にNNN・NNSに加盟し、日本テレビ系列フルネット局に移行したが、1983年のテレビ愛知開局までの間、他の在名広域3局（中部日本放送、東海テレビ、名古屋テレビ）と共に一部番組を番組販売の形で放送していた。次に、後者は1960年の五社連盟発足以降、当時のNET系列が主体であったが、1968年に日本科学技術振興財団が経営危機に陥った際、毎日放送が放送番組制作会社を請け負う「東京12チャンネルプロダクション」を出資し、高橋信三が東京12チャンネルプロダクションの取締役に就任して支援に打って出て、1975年の朝日放送（現：朝日放送テレビ）とのネットチェンジまでクロスネット局を継続した。その後、毎日放送はネットチェンジによって、TBS系列フルネット局に移行したが、腸捻転時代の名残りからTBS系列フルネット局移行後も、東京12チャンネル→テレビ東京の主要株主として名を連ね、現在でもテレビ東京ホールディングスの主要株主上位10位に名を連ねているほか、ごくまれに番組販売の形でテレビ東京番組をネットする事もある（例：2012年に放送されたテレビアニメ『貧乏神が!』）。逆に、毎日放送主導で制作された番組が関東のみテレビ東京でネットされたこともある(例：「フォーチュン・クエストL」)。TXNが正式に発足した1989年4月1日以降、他系列とのクロスネット局は存在しない。
民放テレビの系列局が約20局以上存在する他系列とは異なり、テレビ東京を含む地上波では6局しかなく、また大阪・名古屋の系列局は広域放送ではなく、県域放送のため、カバーする範囲は狭い（視聴できるエリアについては後述）。そのため、テレビ大阪とテレビ愛知の両局は先発民放テレビ4局と同じ放送対象地域の民放テレビ局ではないが（この両局は開局する以前に周辺府県に民放独立テレビ局が開局している影響がある）、テレビ東京・テレビせとうち・テレビ北海道・TVQ九州放送の4局は先発民放テレビ4局と同じ放送対象地域の民放テレビ局である（テレビ東京は、同局開局以前に周辺府県に民放独立テレビ局が開局〈存在〉していないからであり、後述した他の3局は、この局の放送対象地域内に民放独立テレビ局が開局〈存在〉していないからである）。
テレビ東京を除く配信元の系列局テロップを表記している。
[例]  [TXN]テレビ北海道、[TXN]テレビ愛知、[TXN]テレビ大阪、[TXN]テレビせとうち、[TXN]テレQ
なお、記者表記に系列局名が表記されている場合は基本表記はしない。
TXNに加盟している放送局は、すべてテレビ単営局である。
系列6局はすべて、ACジャパン（旧・公共広告機構）の正会員企業の一つであり、6社含む計1000社以上の民間企業・団体が所持する資源を少々出し、広告としてテレビのコマーシャルメッセージなどを通じて同団体の公共広告を放映・展開している。
TXN加盟局の地上デジタル放送（BSデジタル放送の系列局・BSテレ東も含む）のリモコンキーIDはテレビ愛知の10を除きすべて7である。これにちなみ、2007年から2011年まで毎年7月に特別番組を放送していた。この背景には、2011年7月24日のアナログ停波 が目前に迫り、アナログチャンネルからデジタル7（テレビ愛知は10）チャンネル）に変わる事を広く周知するという目的があった。
- 第1回は、2007年7月7日に「テレビ東京ネットワーク七夕祭り」として、「出没!アド街ック天国 3時間生放送スペシャル懐かし風景が残る街ベスト77」を放送した。ここではCM入りの際に番組名を紹介し、紹介後に「（テレビ東京の番組名）は地上デジタル7チャンネルでお楽しみ下さい」という番宣スポットが放送された[注釈 6]。
- 第2回は、2008年7月12日に、前年に引き続き「出没!アド街ック天国」の3時間生放送スペシャル「全国おいしい駅弁の街BEST50」として放送された[注釈 7]。ここではTXN共通の「digital 7」スポット[注釈 8] とテレビ東京番組の「digital 7」番宣スポットが流れた[注釈 9]。
- 2009年7月は特別番組は放送されず、それ以降は「夏祭りにっぽんの歌」などで対応していたが、その代わりとして、ほとんどの番組で地デジカを起用したアナログ放送終了告知テロップが表示された。
- TXN共通の地上デジタル放送宣伝CMは、前述以外にも、2008年に流されたスポットCMと同様の内容のスポットCMが全都道府県に総務省テレビ受信者支援センター（愛称：デジサポ）が設置された2009年2月2日から放送されている。

## ネットワークの形成

### 毎日放送との提携
開局から4年後の1968年に経営破綻した東京12チャンネルの再建支援のため、財界を中心として「株式会社東京十二チャンネルプロダクション」（現在のテレビ東京の法人格。当時はテレビ番組制作会社）が設立され、同社に出資した日本経済新聞社と毎日放送の2社が経営再建の中心的役割を果たした。この時、当時NETテレビ（現・テレビ朝日）の系列局であった毎日放送は日経からの要請で自ら「キー局宣言」を行い、翌1969年10月にNETとのクロスネットという形で東京12チャンネルともネットワークを結び、共同制作番組を立ち上げたり、両局の番組を供給しあうなどして、関係を強化した。しかし、TX-MBSのネットワークは1975年(昭和50年)3月31日の腸捻転ネット解消に伴い消滅する事となり、東京12チャンネルは再び独立テレビ局へ戻る事となった。

### メガTONネットワーク
メガTONネットワーク（メガトンネットワーク、英: Mega TON Network、略称：メガTON）は、1982年3月1日から1989年3月31日まで使用されていたテレビ東京ネットワークの名称。
テレビ東京とテレビ大阪（TVO）で「ネットワーク業務協力に関する基本協定」を締結。「メガTONネットワーク」という名称でテレビ東京の全国ネットワーク構築がスタートした。初日の1982年3月1日には、テレビ大阪開局記念特別番組『夢の超特急メガTON号』（月曜19:00-20:54）を三波伸介と萩本欽一の司会で放送した。
「メガTON」の意味は、日本三大都市地域の「Megalopolis Tokyo-Osaka-Nagoya」を略した造語である。1983年9月1日のテレビ愛知（TVA）の開局までは「Megalopolis Tokyo-Osaka Network」、1985年10月1日のテレビせとうち（TSC）開局以降は「Megalopolis Tokyo-Osaka-Okayama-Nagoya」としていた。かつて放送されていた音楽特番のタイトル『メガロポリス歌謡祭』はこのネットワーク名に由来する。なお、重さの単位であるt（トン）の百万倍という意味のMt（メガトン）とは関係ない。
1984年にネットワークとして、スポーツテーマ曲「Let's Try 0012」（三枝成彰作曲）が使われるようになった。ただしネット局に他系列局や独立局があればそちらでもそのまま流れた。

### TXNネットワーク
テレビ東京開局25周年事業として、1989年4月1日からネットワーク名称を「TXN」に変更。テレビ東京のコールサイン「JOTX-TV」が由来であり、同時に「TX」がテレビ東京の正式な略称として制定された。
「TXN」の正式名称は1989年4月1日から1991年3月31日までが「TXネットワーク」、1991年4月1日以降が「TXNネットワーク」である。「TX」を補完説明する名称として「テレビ東京ネットワーク」が使用されることがある。
「TXN」へ名称変更から半年後の1989年10月1日にテレビ北海道（TVh）、2年後の1991年4月1日にTXN九州（TVQ）が開局してTXN6局体制が完成した。
1991年1月1日、「TXNネットワーク 4月1日・日本列島縦貫」の告知キャンペーンを開始。CMキャラクターは『楽しいムーミン一家』。キャッチフレーズは「熱い鼓動が伝わりますか TXNネットワーク」。
1991年4月1日、TXN九州（TVQ）の開局と同時に「TXNニュースネットワーク基本協定」および「TXNネットワーク実施協定」を締結。ニュースネットワークに相当する「TXNニュース協定」を正式に設立。TXNの正式名称を「TXNネットワーク」に変更した。
テレビ東京開局60周年事業に伴う2023年11月のロゴ変更により「テレ東」が正式なブランド名になったことから、「テレ東系列」と表記されるようになった。

## ロゴ

「TXN」の先代ロゴ（2016年）
「TXN」のロゴ（2023年）

ロゴマークについては発足当時、テレビ東京の企業ロゴに合わせたものが制定されており、Xの上に横転三角の図形マークが施されていた。このロゴから「TX」の部分だけ切り取ってテレビ東京の略称ロゴとして用いた事例もある。1998年にロゴマークを変更。その後さらにロゴが変更され、2023年11月途中まで3代目となる先代ロゴが使用されていた。2023年11月のテレビ東京のロゴ変更に合わせて、11月18日からロゴが変更された。
ロゴマークの色は原則水色■で「TXN」と表示していた。1998年10月には2代目のものに変更されていたが、2016年11月4日に18年ぶりに変更したのち、2023年11月13日にテレビ東京のロゴ変更に合わせて4代目となった。二代目の物は現在でもニュース速報テロップで残されている。

## 加盟局
2020年時点、フルネット6局で構成されている。また、放送対象地域（地上波での視聴対象区域）は合計で13都道府県である（視聴できるエリアについては後述）。
- ◆ - 第三セクター局
- ■ - 自社サイトでのニュースの動画配信実施局
- △ - 外部サイト（Yahoo!ニュース[7]・YouTube）でのニュースの動画配信実施局

| エリア     | 略称/ID | 社名           | 開局日        | 本社                          | 備考                                                                      | 記号 |
| ---------- | ------- | -------------- | ------------- | ----------------------------- | ------------------------------------------------------------------------- | ---- |
| 北海道     | TVh 7   | テレビ北海道   | 1989年10月1日 | 札幌市中央区                  | 福岡支局を設置している。                                                  | △    |
| 関東広域圏 | TX 7    | テレビ東京     | 1964年4月12日 | 東京都港区                    | キー局                                                                    | ■△   |
| 愛知県     | TVA 10  | テレビ愛知     | 1983年9月1日  | 名古屋市中区                  | リモコンキーIDは唯一の「10」。                                            | ◆△   |
| 大阪府     | TVO 7   | テレビ大阪     | 1982年3月1日  | 大阪市中央区                  |                                                                           | ◆■△  |
| 岡山県     | TSC 7   | テレビせとうち | 1985年10月1日 | 岡山市北区                    |                                                                           | ◆△   |
| 香川県     | TSC 7   | テレビせとうち | 1985年10月1日 | 岡山市北区                    |                                                                           | ◆△   |
| 福岡県     | TVQ 7   | TVQ九州放送    | 1991年4月1日  | 福岡市博多区 北九州市小倉北区 | 福岡本社と北九州本社の2本社体制である。ただし、演奏所は福岡本社内にある。 | ■△   |

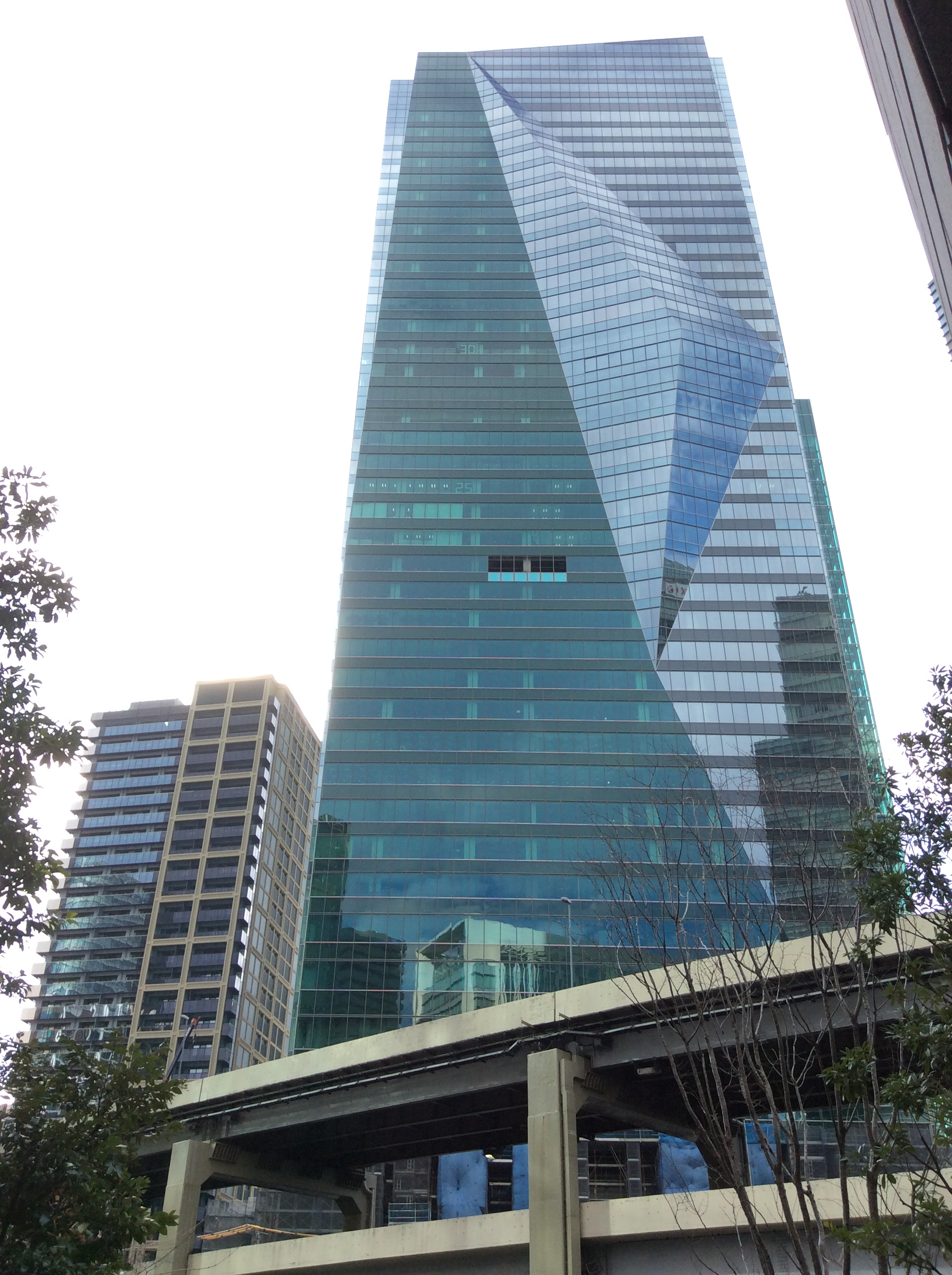
TXNのキー局：テレビ東京（東京都港区六本木、六本木グランドタワー内）
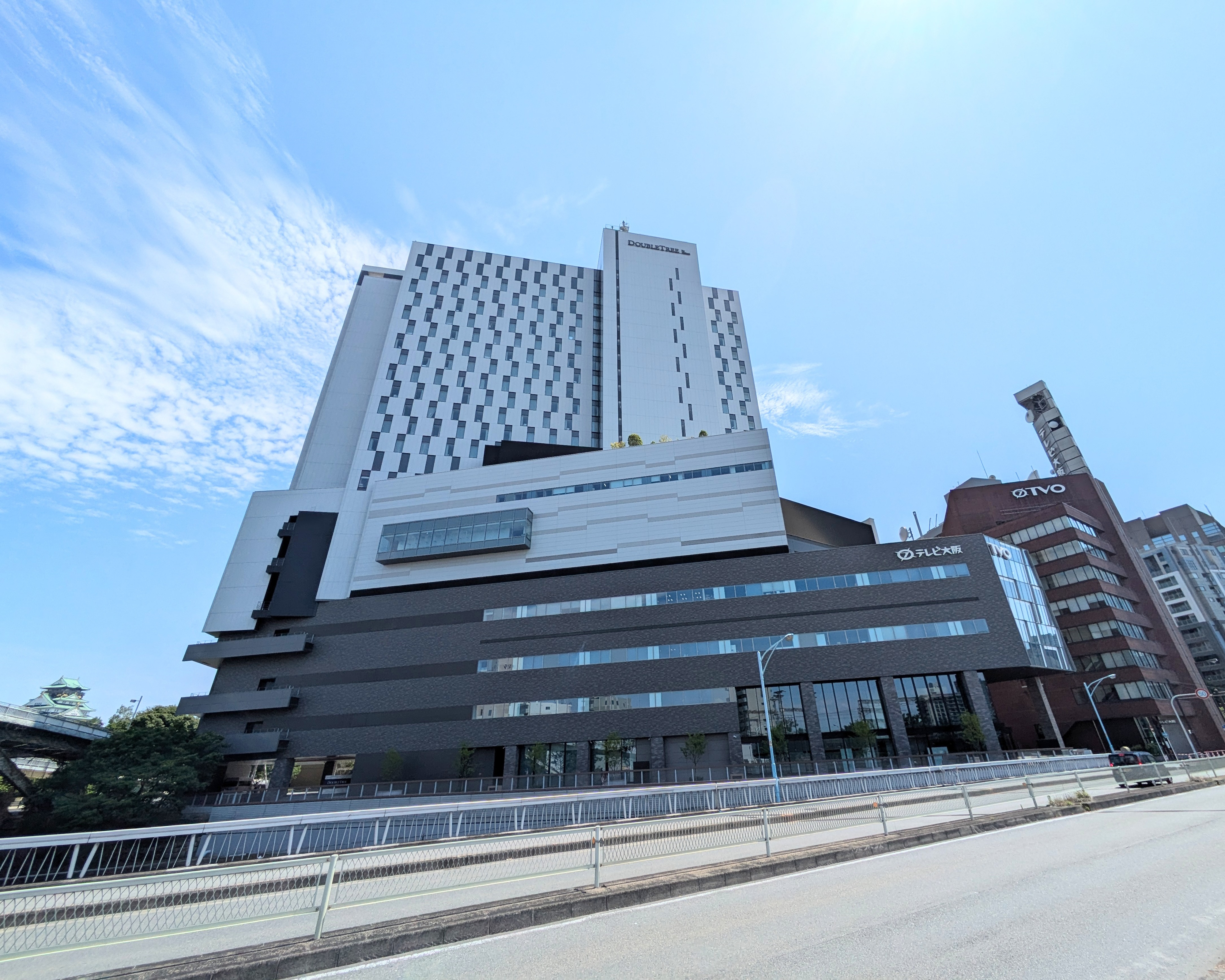
TXNの在阪の系列局：テレビ大阪（大阪市中央区大手前、日経大阪大手前別館内）
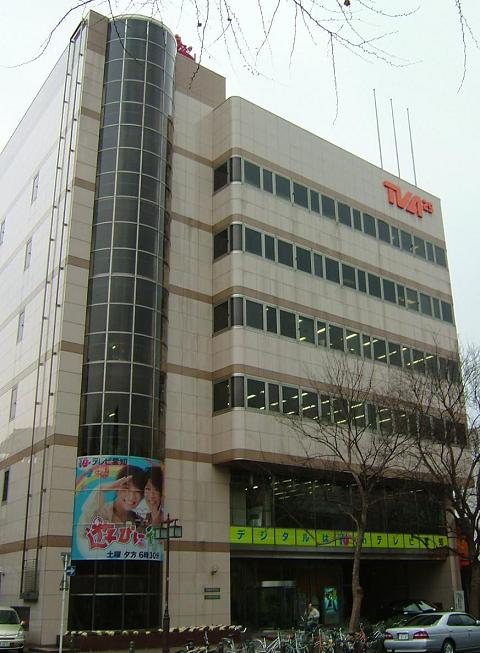
TXNの在名の系列局：テレビ愛知（名古屋市中区大須、日経名古屋電波会館）
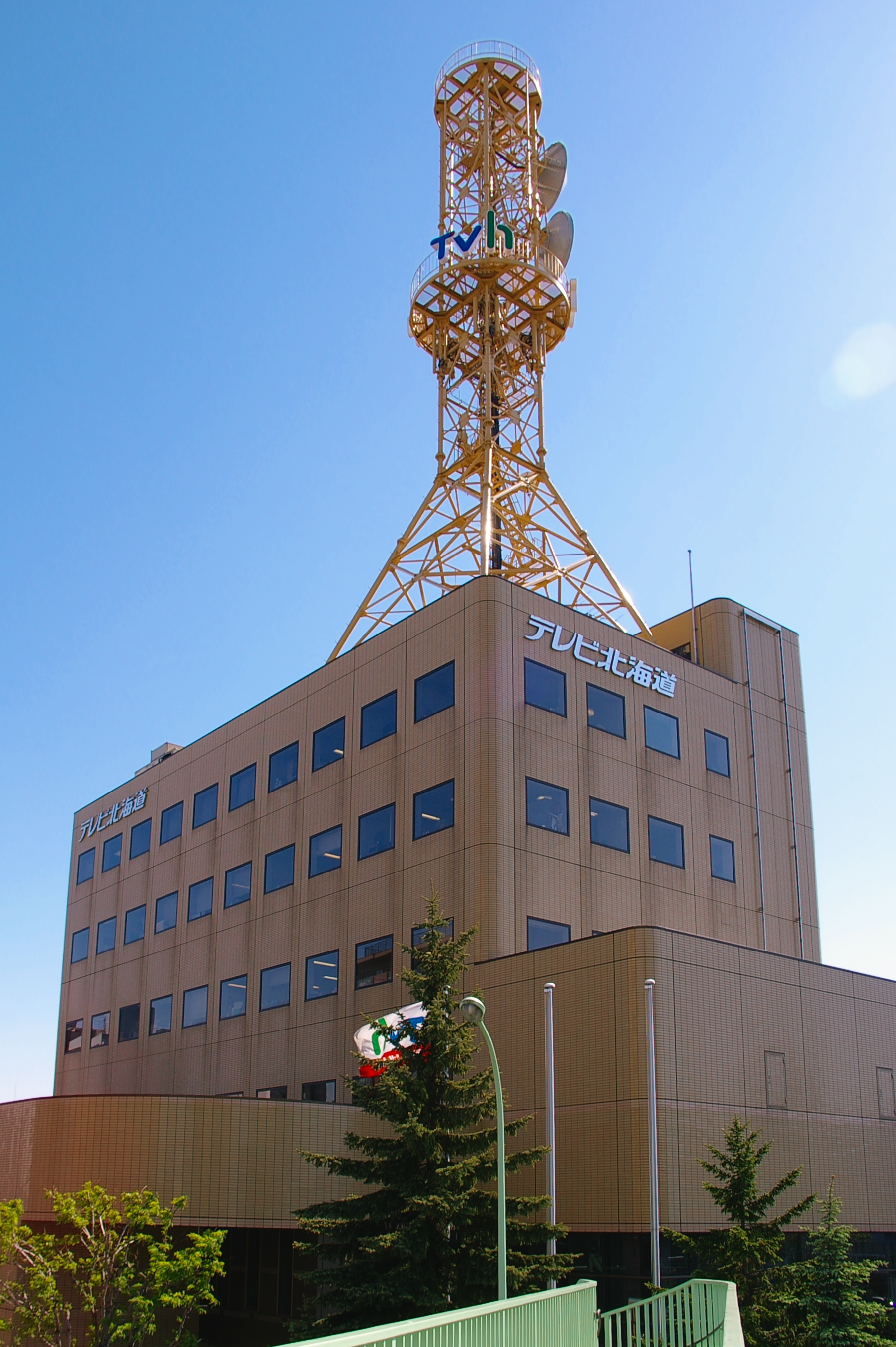
TXNの在札の系列局：テレビ北海道（札幌市中央区大通東）
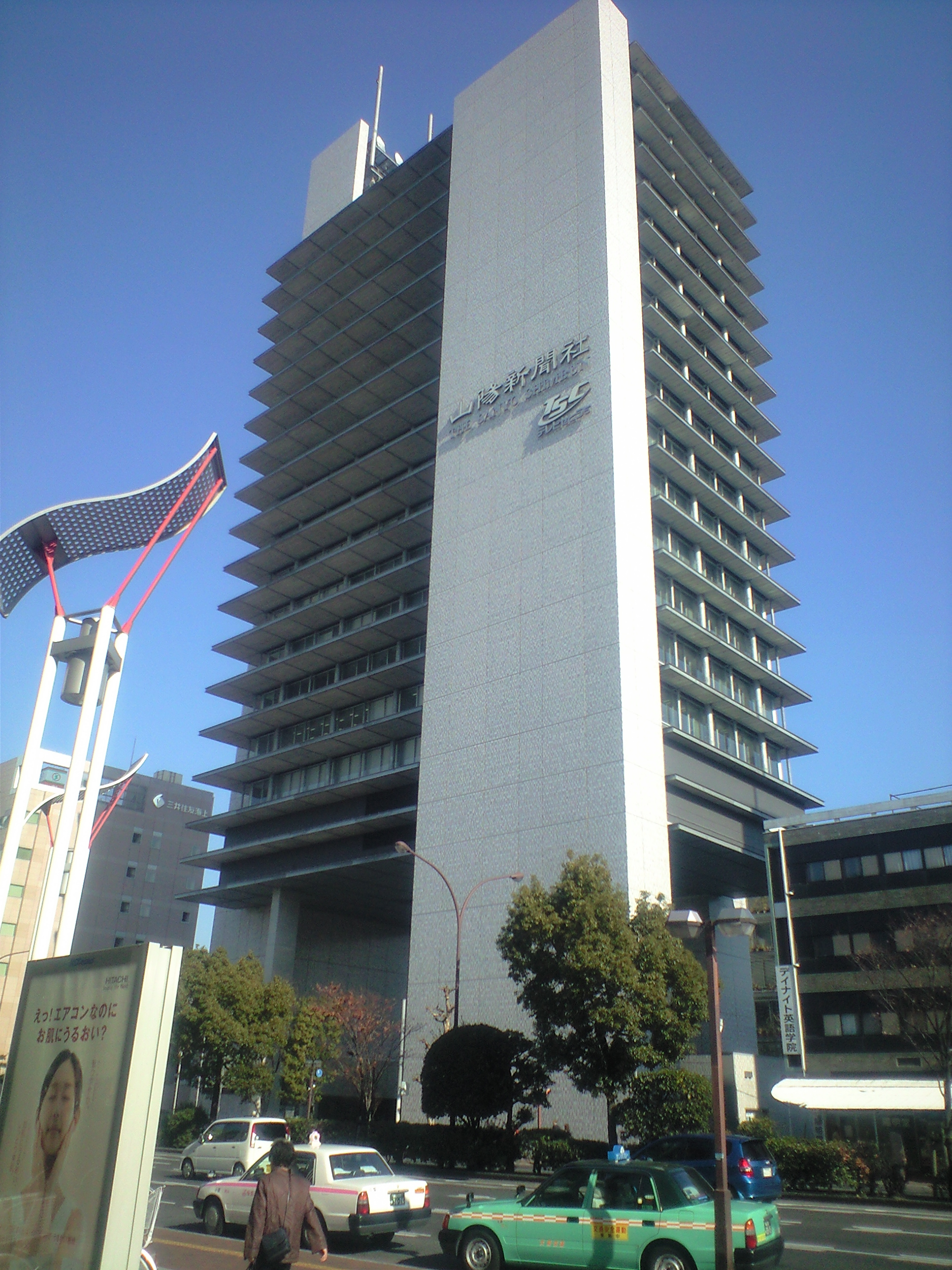
TXNの在岡の系列局：テレビせとうち（岡山市北区柳町、山陽新聞社本社ビル内）
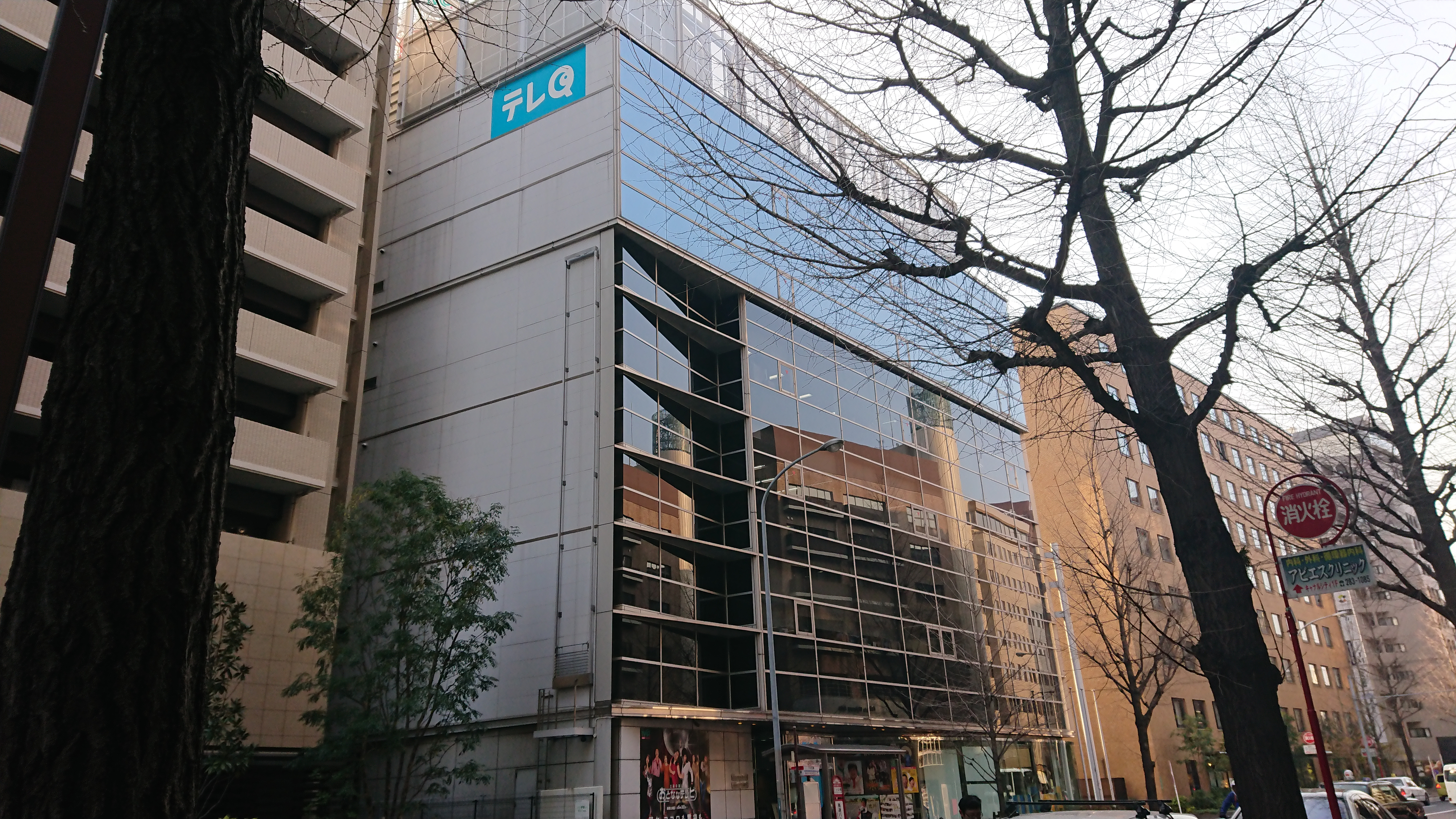
TXNの在福の系列局:TVQ九州放送（福岡市博多区住吉、福岡本社、日経西部電波会館）

## 支局
以下の国内1・海外7支局はすべてテレビ東京が開設・運営しており、日本経済新聞社の取材網とも連携を取る。テレビ東京の独自支局がない地域では日本経済新聞の独自支局がテレビ東京の取材も行う、あるいは日経が買収したフィナンシャル・タイムズの記事を引用することがある。海外支局員の名刺はテレビ東京社員にはテレビ東京が支給するが、日経出身者は日本経済新聞社から支給された名刺を渡した上でテレビ東京の取材である旨を口頭説明する。

### 国内支局
- 東北 - 東日本大震災被災地に系列局がないため、長期的取材体制の現地拠点として開設された臨時支局。なお、宮城県にテレビ東京系列局の開局構想がある。

### 海外支局
- ニューヨーク
- ワシントン
- ロンドン
- モスクワ

- ソウル
- 北京
- 上海 - テレビせとうちから記者・特派員を派遣。

また、以前はTXN香港支局、TXNブリュッセル支局が存在したが、2017年までに閉鎖された。

## 番組販売協力局
※ここでは全国ネットワークを本格的に構築する1980年代以降（テレビ大阪開局以降）の動きについて述べる。

### 独立局
東海・近畿両地方の岐阜放送・びわ湖放送・奈良テレビ放送・テレビ和歌山の地上独立テレビ局4局は概ねTXN系列と遜色のない番組編成になっているが、これらの局はあくまで独立系列局のため、スポンサードネット番組を除きTXNから番組を購入する「番組販売」という形を採っており、CMを差し替えている。また、衛星によるセーフティネットの対象外ともなる。なお、これらの独立テレビ局ではニュース番組で映像を提供したり、稀にニュース番組で各独立テレビ局のエリア内から中継を行う事もある。なお、三重テレビ放送も同様にTXN番組のネットを多く行うが、同局は開局（並びにTXNが発足）してから一貫してニュースネットを行っていない。KBS京都もTXN番組のネットを少数ながら行っているが、任天堂（本社は京都市）提供番組など、地元企業がメインで提供している番組や、時代劇などの京都の撮影所で制作されている番組がほとんどである。TXN番組を一切ネットしていない東海・近畿地方の独立テレビ局は、サンテレビジョンのみであり、そのサンテレビジョンもテレビ大阪開局の頃までは積極的にテレビ東京番組をネットしていた。

### 在京4キー局系列
その他在京4キー局系列でも、地方 でTXNの番組をテレビ東京メディアネットを介して番組販売の形で放送している局が多く存在する。加盟局が無い地域が非常に多いため、テレビ東京が製作した番組に加え、テレビ東京以外の系列局が製作した全国ネット番組も販売対象となっている。番販用の素材では番組冒頭にテレビ東京側で本放送日のテロップ（TVer配信版にも挿入）を入れたり、過去の放送回を使う場合に「テレビ東京放送」を放送日のテロップの後に付けるという系列内で放送される番組と異なった措置をしていたり、次回予告や番宣CMの番販局向け標準素材における放送期日の記載やアナウンスも原則的になされていなかったりしているため、放送日時のテロップやアナウンスは販売局が独自に入れることで対処されている。
TXN番組の一部には地方局の編成に配慮し、番組販売用の再編集がなされている。具体的には放送時間を調整し編集した短縮版 や、通常編成番組の2時間以上に拡大された放送回を1時間毎に分割したものに、通常編成番組の合体特別番組を番組毎に分割したものが用意されている。単発特別番組（主にシリーズ物）はこのような措置を取っておらず、他の放送ネットワークは、ローカルセールスとネットワークセールスにまたがる特番の裏送り向け再編集版や、見逃し配信用に制作された長時間特番の分割版がそのまま販売される程度に留まる。
系列局を受信できない地域への配慮として、ネットもテレ東キャンペーンや相互配信のTVerにおける見逃し配信用素材の次回予告や番宣CMでも、「放送は一部地域をのぞく」の文面が必ず入っているが、BSテレ東製作番組だけはこの文面は入っていない。
他のネットワークが加盟局の無い地域およびクロスネット局となっている地域で同時ネットする事が出来ない番組において、平成新局を中心にネットの対象から外れている局があるのに対し、TXNでは全ての民放テレビ局が対象となっている地域が非常に多いのが特徴となっている。この措置のため、サガテレビ（佐賀県・フジテレビ系列局）における現時点での他系列のネット番組に関しては、基本的にTXNの番組である。民放テレビ局1局地域の佐賀県で、フジテレビ系列以外は事実上、在福局の放送エリアとして看做されるため。
「地方の民間テレビ局」のページ、並びにそれぞれの「TXN加盟局制作の番組」のページ）を参照。

## 報道体制
TXNは系列局が少ないため、各系列局の担当エリアの他、大事件や大規模災害時は基本的に取材能力の関係からテレビ東京が全国を取材している。そのため、同局の中継車にはBSテレビ東京の映像を受けて中継できる様にBSアンテナが設置されている。なお、他局の中継車は地上波用アンテナを設置している場合が多い。
テレビ東京以外にもテレビ大阪など系列局も応援として担当エリア外の取材を行う事がある 他、共同通信社の映像配信を受けて放送に使用するケース や、一部の地域では協力関係にある日本経済新聞社の記者や通信員が第一報を取材するケースもある。
- 東日本大震災における仙台市内などでの地震発生時映像は、共同通信社からの配信映像を多用していた。
- 現に、TVhが未開局だった1985年の三菱南大夕張炭鉱ガス爆発事故では「あすの日経朝刊」で白黒の写真を次々に画面に表示させていた。

岐阜・三重・滋賀・奈良・和歌山の各県および兵庫県の一部地域での取材に関しては、それぞれの地上独立テレビ局が取材し、素材を提供している。かつては京都府も同様であった。
その他、自衛隊や国土交通省、海上保安庁といった国や地方公共団体が撮影し、マスコミ各社へ配信している映像を使用する事もある。
遠隔地でのニュース映像の素材の伝送は、各地のNTTコミュニケーションズ地域ネットワークセンター内にある設備から、TXNが確保しているNTT中継回線で送信できる。

### 各局の主たる取材担当エリア
2000年代頃からは、系列局が対応できる場合は系列局が出向くケースが拡大している。また、地上デジタル放送のデータ放送の天気予報でも、一部系列局は下記のエリアが反映されている。なお、データ放送トップページ画面は系列各局統一で「TXNdata」と称したメニュー画面が表示され、日経平均株価と設定した現住所の市町村地域の天気画面が表示される。
次項のネットニュースでは、テレビ東京以外の社が取材したニュースについては取材を担当した社が表示される。系列局取材の場合は「TXN （取材担当社）」、協力する独立テレビ局取材の場合は「協力 （取材担当社）」、共同通信取材の場合は共同通信社のロゴが、それぞれ表示される。
- テレビ東京 - 下記以外のエリア
- テレビ北海道 - 北海道・青森県各全域
- テレビ愛知  - 東海3県（主に愛知県。岐阜県は岐阜放送〈ぎふチャン、GBS〉・三重県は三重テレビ放送〈MTV〉が担当）および静岡県（主に浜松市などの西部地方。それ以外はテレビ東京〈TX〉が担当）
- テレビ大阪 - 近畿地方（一部の独立テレビ局のびわ湖放送〈BBC〉・奈良テレビ放送〈TVN〉・テレビ和歌山〈WTV〉並びにテレビせとうち〈TSC〉と分担）
- テレビせとうち - 岡山・鳥取・島根・広島・愛媛・香川・徳島の各県および近畿地方（一部の独立テレビ局のびわ湖放送〈BBC〉・奈良テレビ放送〈TVN〉・テレビ和歌山〈WTV〉並びにテレビ大阪〈TVO〉と分担）
- TVQ九州放送 - 福岡・佐賀・長崎・熊本・大分・山口の各県

### ネットニュース
随時
- TXNニュース

朝
昼
夕方
夜
その他
- テレビ東京系列株式市況ニュース枠

## 報道特別番組
選挙、台風、地震などのほか、大きな事件・事故の際に特別番組を編成、放送する。

### 国政選挙
開票状況を伝える特別番組を放送。出口調査などを駆使して早く、分かりやすく伝える。
2021年10月に実施された第49回衆議院議員総選挙から朝日新聞社（朝日新聞）と共同通信社、テレビ朝日（ANN）、TBSテレビ（JNN）、フジテレビ（FNN）、との6社共同で国政選挙における出口調査を実施している。
- '83政治決戦 参議院議員選挙開票速報
- '83政治決戦 衆議院議員選挙開票速報
- '86衆参同日選挙開票速報「ダブルで投票!」「ダブルで決着!」
- '89参院選開票特別番組 いま票決の時!どうなる一票一揆
- ニュース・スペシャル1990あなたの一票（1990年衆院選）
- TXN参院選スペシャル'92
- TXN'93総選挙スペシャル・ニッポンの総理は誰だ!（1993年衆院選）
- '95TXN参院選スペシャル・ニッポン票変!決定版開票テレビ
- TXN総選挙スペシャル ザ・対決（1996年衆院選）
- TXN選挙スペシャル SOS!日本（1998年参院選）
- TXN選挙スペシャル 総選挙ドットcom（2000年衆院選）
- 激突!改革コロシアム（2001年参院選）
- ザ・決断!総選挙（2003年衆院選）
- ザ・決断!日本の選択（2004年参院選）
- ザ・決断!世紀の決戦（2005年衆院選）
- ザ・決断!国民の審判（2007年参院選）
- ニッポン戦略会議〜あすへの提言〜（2009年衆院選）
- 池上彰の選挙ライブ（2010年参院選～2024年衆院選）
- 選挙サテライト（2025年参院選～）

## 視聴状況
TXN側は系列局の少なさを逆手に取り、「都市型ネットワーク」を標榜。系列局が人口の多い地域に集中しており、6社で全国世帯の7割をカバーしているとしてCM出稿が効率的である事をアピールしている。
またTXNの一部の番組はBSテレビ東京で全国放送されたり、動画配信サイト で放送終了直後に視聴可能なうえ、TXN系列局がない地域においても他系列の放送局に多く販売されている事から、大部分は全国的に視聴する事が可能となっている。しかし、報道取材に関しては系列局の少なさがネックで他系列と比較して手薄であり、素材を共同通信社など外部に依存する所が多い（「報道体制」の項目を参照）。

### 世帯数と難視聴世帯・テレビ東京メディアデータ版
| 局名           | 世帯数         |
| -------------- | -------------- |
| テレビ東京     | 2144万1000世帯 |
| テレビ大阪     | 797万1000世帯  |
| テレビ愛知     | 482万8000世帯  |
| TVQ九州放送    | 341万6000世帯  |
| テレビ北海道   | 269万7000世帯  |
| テレビせとうち | 132万2000世帯  |

TXN世帯数 より

### 世帯数と難視聴世帯

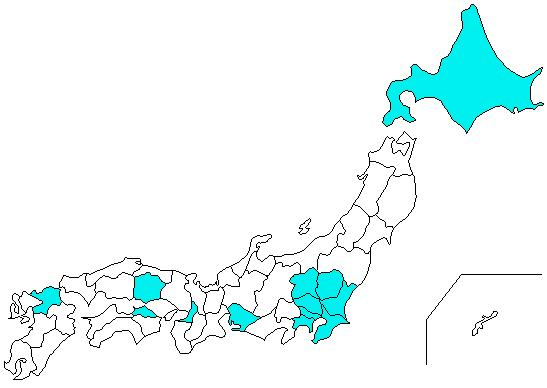
TXNの番組が公式に視聴できるエリア（水色■で表示）

市町村別ロードマップ より。ただし、ここで示されるデータは平成12年の国勢調査に基づき作成されている為、現在とは大幅に異なる。上記テレビ東京メディアデータ版を参照にされたい。
| 都道府県 | 系列局 | 全世帯数     | 難視聴世帯数                    | 難視聴世帯数                    | 難視聴世帯数                    |
| 都道府県 | 系列局 | 全世帯数     | アナログ視聴可 デジタル視聴不可 | アナログ視聴可 デジタル視聴不可 | アナログ・デジタル共に 視聴不可 |
| 都道府県 | 系列局 | 全世帯数     | 直接受信                        | 共聴                            | アナログ・デジタル共に 視聴不可 |
| -------- | ------ | ------------ | ------------------------------- | ------------------------------- | ------------------------------- |
| 北海道   | TVh    | 約2,276,900  | 約14,600 - 20,100               | 約1,360                         | 約480,400                       |
| 茨城県   | TX     | 約984,100    | 約510 - 2,020                   | 約2,610                         | 約1,600                         |
| 栃木県   | TX     | 約665,000    | 約3,140 - 4,920                 | 約2,620                         | 約1,660                         |
| 群馬県   | TX     | 約692,500    | 約1,290 - 1,640                 | 約1,750                         | 約840                           |
| 埼玉県   | TX     | 約2,477,700  | 約1,010 - 1,370                 | 約300                           | 約610                           |
| 千葉県   | TX     | 約2,162,800  | 約3,080 - 4,630                 | 約3,180                         | 約1,460                         |
| 東京都   | TX     | 約5,354,000  | 約810 - 1,090                   | 約570                           | 約60                            |
| 神奈川県 | TX     | 約3,329,400  | 約420 - 6,560                   | 約30                            | 約100                           |
| 愛知県   | TVA    | 約2,522,600  | 約4,100 - 11,400                | 約2,360                         | 約4,610                         |
| 大阪府   | TVO    | 約3,458,600  | 約3,550 - 4,150                 | 約450                           | 約3,080                         |
| 岡山県   | TSC    | 約689,100    | 約3,090 - 6,820                 | 約370                           | 約14,000                        |
| 香川県   | TSC    | 約364,000    | 約1,220 - 1,830                 | 約280                           | 約470                           |
| 福岡県   | TVQ    | 約1,907,700  | 約640 - 1,680                   | 約1,760                         | 約720                           |
| 合計     | TXN    | 約26,884,400 | 約37,460 - 68,210               | 約17,640                        | 約509,610                       |

### 全国主要都市への展開
TXNは全国展開が難しく、特に政令指定都市を擁する宮城・新潟・静岡・京都・兵庫・広島・熊本の7府県では、系列局が現在でも存在していない。また前述の7府県に属する政令指定都市のうち、静岡市清水区の一部ではテレビ東京を、浜松市の一部ではテレビ愛知を、京都市と神戸市と兵庫県阪神間地域の多くの地域ではテレビ大阪を直接受信もしくは区域外再放送、神戸市西部ではテレビせとうちを直接受信で利用できるが、それ以外の地域ではTXN系列局の放送を受信するのは不可能である。

#### 5府県進出計画
2007年5月31日の定例社長会見において、地上デジタル放送に完全移行される2011年7月24日を目標に
- 宮城県における新局開局もしくはテレビ東京の飛地エリア拡大
- 広島県における新局開局もしくは隣県既存系列局であるテレビせとうちのエリア拡大
- 静岡県への新局開局もしくは隣県既存系列局であるテレビ東京またはテレビ愛知のエリア拡大
- そして京都府・兵庫県への隣県既存系列局であるテレビ大阪の放送エリア拡大

を目指す構想を発表していた。ただし、これは当時のテレビ東京社長である菅谷定彦がコメントした例示であり、事業計画として正式に公認されたものではない。
2008年6月20日に行われたテレビ東京第40回定時株主総会の概要で、会社側は見られるエリアの拡大について「現在の経営環境では厳しい」と回答し、その後も目新しい動きは見せていない。

### 直接受信とケーブルテレビによる配信
TXN系列6局の放送対象地域は13都道府県のみだが、対象地域以外（TXN系列局の放送対象地域内でありながら放送エリア外となっている一部地域も含む）でもパラスタックアンテナなどで直接受信するなど、TXN系列の放送局を視聴している世帯が少なくない。なお、近畿・東海では系列局のテレビ大阪・テレビ愛知開局前から、周辺県の独立県域局との相互ネット関係があることから、地元の独立県域局の同意を得られなかったため、また丹後半島や岐阜県飛騨、三重県伊賀・熊野地域は中継点からの受信が難しいなどの技術的な理由でケーブルテレビの配信を行っていない局もある。

#### TXの視聴可能状況
TXにおいては、東京都島嶼部を含めてNHKと先発の在京広域民放4局と同数の中継局を設置している。東京12チャンネル時代は後発かつ教育局、さらに系列局が全くなかったことから、先発局と比べて中継局が少なかった。
区域外では山梨県の大半、静岡県東部の一部(熱海市と伊東市など)、長野県のほぼ東半分、新潟県のごく一部、福島県のごく一部(いわき市小名浜地域など)、で直接受信、もしくは区域外再放送によって受信できる。

#### 近畿圏
テレビ大阪は広域圏地域に（放送局が）存在するが、周辺府県の地上独立テレビ局（特にKBS京都とサンテレビ）や先発の広域放送民放4局との兼ね合いから、大阪府のみをサービスエリアとした県域放送局として周波数が割り当てられた。そのため、生駒山の送信所からの電波が大阪府内でも視聴できない地域が多かったため、単独中継局を大阪府内に複数設置している。
直接受信もしくは区域外再放送によって受信できる地域（京都府・奈良県・兵庫県・徳島県（特例地域に指定）の一部）もあるが、和歌山県はテレビ和歌山の同意が得られなかったため、アナログ時代から全域で行われず、滋賀県もアナログ時代は一部地域で行われていたが、アナログ放送全廃後は技術的な問題もあり打ち切られた。

#### 中京圏
テレビ愛知も広域圏地域に（放送局が）存在するが、周辺の県の地上独立テレビ局（ぎふチャン・三重テレビ）や先発の広域放送民放4局との兼ね合いから、愛知県のみをサービスエリアとした県域放送局として周波数が割り当てられた。しかしながら、テレビ愛知の実際の視聴可能地域は愛知県を含む中京広域圏の93%（世帯比）を占めるほか、静岡県浜松都市圏の一部、長野県伊那地方の一部、滋賀県のごく一部で区域外視聴可能。

#### 北海道
他の系列4局（北海道放送（TBS系列）・札幌テレビ放送（日本テレビ系列）・北海道テレビ放送（テレビ朝日系列）・北海道文化放送（フジテレビ系列））とは違い、道東全域（十勝・オホーツク・釧路・根室）とそれ以外の各一部地域では視聴不可だった。
そのテレビ北海道は1989年10月開局時の道央地区（札幌・小樽・苫小牧の一部）から順次旭川・室蘭・函館各地域の一部と開局（これらの地域では地デジ送信所・中継局は2006年から2007年にかけて整備された）し、開局後10年を目処に全道ネットワークの確立（中継局の整備=道内のほとんどで視聴可能化）を目指していた。
しかしバブル崩壊など道内の景気悪化による売上低迷で、中継局設置コストが重くのしかかった事と、1998年に当時の郵政省が地デジ移行を決めた事から、1999年分の開局を持ってアナログ中継局開局を中止。その後も総務省が所管する「地デジ移行に伴う中継局整備支援事業」（以下支援スキームと記述）の制度が2010年にできるまで長らくエリア拡大は実現していなかった。その影響から、例えば帯広・釧路両市では2011年に送信所が開局する前、ケーブルテレビを経由 しての間接受信を強いられた。そのため、道内で発行される各新聞の番組表では、中継局がない地域で「一部地域ではTVhは受信できません」という但し書きがなされたり、TVhの番組表自体を掲載していないケースも見られた。
その後、地デジ完全移行後の2011年8月から11月にかけて、網走・帯広・釧路に送信所（網走送信所・帯広送信所・釧路送信所）を、北見に中継局（北見中継局）を開局、これを皮切りに中継局設置が進み、さらに支援スキームと当該中継局エリア内の地元自治体の支援により、2014年10月から12月にかけてこれまでアナログ・デジタルの両方が視聴できなかった稚内をはじめとする宗谷総合振興局管内の大半の地域で本放送が開始され、そして最後まで視聴不可能となっていた根室振興局管内も2015年12月に本放送開始となり、一部未開局中継局（本別、本別沢）が残るものの、1989年の開局から26年にしてようやく全道ネットワークが実質的に完成。また釧路管内の標茶ルルランも2016年3月31日に開局した。
青森県の津軽海峡沿いの一部地域でも直接受信が可能である。風間浦村では風間浦村営共聴システムでデジタル放送における区域外再放送を行っている。また、青森市の青森ケーブルテレビは、アナログ放送のみ2011年7月24日の放送終了まで区域外再放送を行っていたが（札幌本局の映像を光ファイバー回線で伝送）、2016年3月1日、約4年半ぶりにデジタルでの再放送を開始した（当面は試験放送の形で放送）。

#### 岡山県・香川県・福岡県
テレビせとうちやTVQ九州放送も先発局に比べて中継局数が少ないため、アナログ放送では放送対象地域内でも難視聴地域が少なくなかった。ただ、TVQについては2010年に福岡県内全域の実質100%カバーを達成した。また、隣接する佐賀県も県域民放テレビ局がサガテレビの1局のみである事から、徳島県同様に特例地域に指定された事で、TVQを含む在福民放テレビ局全局を県内の全ケーブルテレビ局にて区域外再放送を行っている。そのほか、山口県西部や大分県のほぼ全域、長崎県の一部でも直接受信もしくは区域外再放送で視聴できる。ただし熊本県に関しては荒尾市などごく一部の地域で直接受信が可能のほかは、地元局の同意が得られずに区域外再放送を全域で行っていない。
一方、テレビせとうちに関してはデジタル新局で開局した地域はあるものの、検討中・非該当地域も残されているため、すべてカバーするかは不透明であるため、一部地域ではアナログ放送に続きデジタル放送でも難視聴地域が生じているところもある。支援スキームなどを活用したデジタル新局の中継局の設置もテレビ北海道とは異なり、現時点では2012年4月20日に開局した美作中継局を除き未定である。ただ、ケーブルテレビ局でならば視聴可能な世帯が多い。また、兵庫県播磨灘沿岸・徳島県北部・愛媛県東予地方および、広島県備後地方・鳥取県の過半数・島根県東部の各一部地域 では直接受信もしくはケーブルテレビの区域外再放送でテレビせとうちを視聴することが可能である。

#### 視聴可能区域の拡大と番組販売との兼ね合い
ここまで述べたようにTXN（系列局）の視聴範囲が限られている事から、系列局がない地域でのTXN系列の番組は番組販売により各地の他系列局から時間をずらして放送されたり、BSテレビ東京で放送される形となっている。番組販売の大半はTXN系列局の系列外への番販先へ配慮するため時差放送されるが、報道番組やスポーツ中継などの生放送番組は一部サイマルとなっているものもある。また地上デジタル放送のCATVでの規制（区域外再放送の原則禁止）により、それが原因で減少傾向だったTXN系列以外の放送局への番組販売が増える事も考えられるので、TXN系列局にとっては番販による収入が増えてメリットが大きいという点もある。
しかし音楽（特に演歌関係の）番組は共同制作番組である「演歌の花道」 を除き関係団体との権利関係で放送されないケースがほとんどで、近年は音楽番組に限らずバラエティー番組もほとんど放送されない状況で地上波番組の割合も当初の7割から5割を下回る程に至っており、オリジナル番組（テレビ東京との共同制作を含む）・海外ドラマ・テレビショッピングの割合が多くなっている。

## テレビ東京系列の全国ネット番組
ここまで述べたように、TXN（系列局）視聴範囲が限られている事から、TXN系列の全国ネット枠は非常に少ない。従って、テレビ東京制作でニュースやゴールデンタイムを除くとほとんどがローカル番組となっているため、TXNにおいては現在以下の番組に留まっている。
※2024年4月現在

### 月曜日から金曜日まで
- ニュースモーニングサテライト（祝日は放送休止）
- おはスタ
- シナぷしゅ
- 虎ノ門市場〜毎日、幸せごはん。〜（祝日は放送休止、ローカルセールス枠）
- 昼サテ（祝日は放送休止）
- マル得!快適ショッピング[注釈 39]（祝日は放送休止、ローカルセールス枠）
- 快適!ショッピングスタジオ! 祝日特番[注釈 39]（祝日に放送、ローカルセールス枠）
- TXNニュース（昼サテが放送されない日に放送）
- ゆうがたサテライト（16:59 - 17:05はテレビ東京のみ放送）
- 誰でも考えたくなる「正解の無いクイズ」（月曜 - 水曜 17:30 - 17:45、ローカルセールス枠）
- 孤独のグルメ全話イッキ見![注釈 40]（月曜 - 木曜 17:45 - 18:25、ローカルセールス枠）
- 金曜のアニメ枠（金曜 17:55 - 19:55）
- プライムタイム（月曜 - 水曜 18:25 - 21:54、木曜 18:25 - 22:00、金曜 19:55 - 23:00、火曜はローカルセールス枠）
- ワールドビジネスサテライト（地上独立テレビ局にもネットワークセールス）
- 月曜 - 木曜 23:06 - 23:55のドラマ・バラエティ枠
- みんなのスポーツ Sports for All
- 月曜 - 木曜 24:00 - 25:00のドラマ・アニメ・バラエティ枠（ローカルセールス枠）
- ドラマ24（金曜）

### 土曜日
- 7:00 - 10:30のアニメ・特撮枠（7:00 - 7:30はローカルセールス枠、8:00 - 8:30はテレビ愛知制作枠、8:30 - 9:00はテレビせとうち制作枠）
- 週刊ビジネス新書～明日から使えるビジネスのヒント
- 16:00 - 17:15の単発枠（ゴルフ中継・グルメ番組など。週によってはローカルセールス枠）
- TXNニュース（17:20 - 17:30、17:24:30 - 17:30はローカルセールス枠）
- THE フィッシング（テレビ大阪制作）
- 知られざるガリバー〜エクセレントカンパニーファイル〜
- プライムタイム（18:30 - 22:30 ※『土曜スペシャル』・『出川哲朗の充電させてもらえませんか?』はローカルセールス枠だが、同番組以外の特別番組が放送される時はネットワークセールス枠となる場合がある）
- みんなのスポーツ Sports for All
- 土曜深夜23時台前半のアニメ
- サタデーナイトJ
- ぴったり にちようチャップリン
- FOOT×BRAIN

### 日曜日
- 日曜の朝は旅に出よう
- 7:30 - 10:30のアニメ・バラエティ枠（9:30 - 10:00はテレビ大阪制作枠）
- アップグレードゴルフ
- 16:00 - 17:15の単発枠（ゴルフ中継・グルメ番組など。）
- TXNニュース（17:20 - 17:30、17:24:30 - 17:30はローカルセールス枠）
- 17:30 - 18:30のアニメ枠
- プライムタイム（18:30 - 22:54枠）
- みんなのスポーツ Sports for All
- 23:45 - 0:15のアニメ枠
- 乃木坂工事中（テレビ愛知制作）

余談だが、TXNは加盟する全局が現在、或いは過去にレギュラーの全国ネット番組の制作経験を持つ唯一の系列である。

### 系列内における編成について
プライムタイムを除く時間帯は、ローカルセールス（いわゆる「番組販売」でネットスポンサーなし）番組が他の4系列より多く、さらに月 - 金曜の祝日は東京株式市場が休みとなるため、平日のオープニングから6:40までと7:58（テレビ東京は9:11） - 16:00における番組がすべて休止となるため、編成が大幅に変更される。2011年4月以降、在京キー局系列で唯一平日午前枠（7:58 - 11:00）および昼→午後枠（11:30 - 16:00）の全国6局同時ネット番組は放送されていない。一方で、土・日曜の午前枠はネットワークセールス枠が多く設定されている。そのため、これらの番組はTXN6局および一部の地上独立テレビ局と同時に放送を行えない状態になったり、一部番組でもテレビ大阪などでネット放送できない状態になるケースが出るなど、TXN系列内でも情報格差が生じている状態が続いている。ただ、一部番組ではネットワークセールスが行われているが、『ヒットの秘密』の様に全国ネットから関東ローカルに降格する番組も少なくない。
プロ野球中継も、日本シリーズでは2003年（ダイエー×阪神）の第7戦、2005年（ロッテ×阪神）の第2・7戦、2006年（中日×日本ハム）の第4戦、2007年（日本ハム×中日）の第2・5戦、2009年（日本ハム×巨人）の第7戦、2010年（中日×ロッテ）の第1・4戦、2011年（ソフトバンク×中日）の第2・5戦、2015年（ヤクルト×ソフトバンク）の第2戦、2021年（オリックス×ヤクルト）の第2試合の放送権を獲得している他、2005年から導入されたセ・パ交流戦の巨人絡みのビジターゲーム4試合（オリックス・日本ハム戦各1試合、ロッテ戦2試合）を中継したが、リアルタイムでの中継を行った局が系列各局と一部の地上独立テレビ局だけで、他の地域では 中継そのものができなかったり、あるいは深夜に録画ダイジェストの形式で中継せざるを得ないため、エリアの広い他局では見られるテレビ愛知・テレビ北海道の未放送地域の世帯をはじめ、地上波生中継を視聴できないファンから番販に重点を置くTXN系列局への苦情も多い。また、通常NNS系列で放送するはずの東京ドームの巨人主催試合も2006年5月7日と6月30日分はTXNで放送したため、一部地域で視聴できなかった。
中央競馬の土曜日の中継も『ウイニング競馬』として主にTXN系列 で中継しているが、近畿地方ではKBS京都が1969年の開局以来競馬中継（現：『うまDOKI』枠）を放送し、1970年のテレビ東京（当時東京12チャンネル）の競馬中継開始以後はそれとの連携を開始した事にも配慮し、テレビ大阪では開局以来競馬中継を放送せず、またテレビ愛知も2012年4月から放送されていないため、現在はこの2局が競馬中継を放送していない。現在、テレビ東京の放送時間の15時台では、テレビ大阪でサスペンスドラマの再放送を、テレビ愛知で土曜スペシャルや日曜ビッグバラエティの90分短縮版を放送する「土曜プレミア」を、それぞれ放送している。